# Марио Маскарели
Марио Маскарели (Цетиње, 1918 — Рисан, 1996) био је сликар и графичар.
Његови радови налазе се у Музеју савремене уметности у Београду, Галерији ликовне уметности Поклон збирка Рајка Мамузића у Новом Саду, Умјетничком музеју Црне Горе на Цетињу, галерији Графички колектив у Београду и на Факултету ликовних уметности у Београду, као и у другим јавним и приватним колекцијама.